# Wizna (gmina 1923–1927)
Wizna – dawna gmina wiejska istniejąca w latach 1923–1927 w woj. białostockim. Siedzibą władz gminy była osada miejska Wizna, będąca równocześnie siedzibą gminy Bożejewo.
Za Królestwa Polskiego Wizna była miastem w guberni łomżyńskiej. 18 maja?/30 maja 1870 pozbawiono ją praw miejskich i przekształcono w osadę miejską, włączając ją do gminy Bożejewo.
Podczas I wojny światowej niemieckie władze zaborcze nadały Wiźnie samorząd miejski, lecz miejscowość nie została uwzględniona w dekrecie z 4 lutego 1919 o samorządzie miejskim, ani w jego uzupełnieniach. Ponieważ Wizna nie wróciła do kategorii osad nadal rządząc się ustawą okupacyjną była jednostką o nieuregulowanym statusie.
1 stycznia 1923 została formalnie przekształcono w gminę wiejską powiecie łomżyńskim w woj. białostockim w granicach dawnego (quasi-)miasta.
Jako samodzielna jednostka gmina przestała funkcjonować 1 kwietnia 1927 roku, kiedy ponownie wcielono ją do gminy Bożejewo (istniejącej do 1954 roku).
W związku z reaktywowaniem gmin 1 stycznia 1973 roku powstała obecna gmina Wizna, obejmująca obszar dawnej gminy Bożejewo łącznie z Wizną.